# Apologies Are for the Weak
 (novembre 2014).
Si vous disposez d'ouvrages ou d'articles de référence ou si vous connaissez des sites web de qualité traitant du thème abordé ici, merci de compléter l'article en donnant les références utiles à sa vérifiabilité et en les liant à la section « Notes et références ».
Albums de Miss May I
Monument
(2010)
Apologies Are for the Weak est le premier album du groupe de metalcore américain Miss May I, sorti en 2009.

## Liste des titres
| 1.    | A Dance With Aera Cura     | 3:20 |
| 2.    | Architect                  | 4:08 |
| 3.    | Not Our Tomorrow           | 3:12 |
| 4.    | Arms of the Messiah        | 3:15 |
| 5.    | Apologies Are for the Weak | 3:12 |
| 6.    | Harlots Breath             | 3:56 |
| 7.    | Tides                      | 3:18 |
| 8.    | Blessing With a Curse      | 3:04 |
| 9.    | Porcelain Wings            | 3:20 |
| 10.   | Forgive and Forget         | 3:32 |
| 34:17 |                            |      |

## Crédits

### Membres du groupe
- Levi Benton : frontman
- B.J. Stead : guitare solo
- Josh Gillespie : basse, chant
- Justin Aufdemkampe : guitare rythmique
- Jerod Boyd : batterie

### Technique et production
- Production, ingénieur du son, mixage et (sur les titres 1 et 3) mastering et composition additionnelle : Joey Sturgis (en)
- Artwork et graphisme : Dan Mumford